# 새미 핸래티
새미 핸래티(Sammi Hanratty, 1995년 9월 20일 ~ )는 미국의 배우이다.

## 출연 작품
- 배드 키즈 아카데미 (2017)
- 더 세인트 (2017)
- 조 곤 (2014)
- 더 로스트 메달리온: 더 어드벤쳐 오브 빌리 스톤 (2013)
- 위대한 사랑 (2012)
- 더 그리닝 오브 휘트니 브라운 (2011)
- 매직 (2010)
- 캘러머티 (2010, Kalamity)
- 잭과 콩나무(영어판) (2010)
- 더 어메이징 미세스 노박 (2009)
- 위딘 (2009)
- 파인딩 블리스 (2009)
- 크리스마스 캐롤 (2009)
- 히어로 원티드 (2008)
- 부기맨 2 (2007)
- 데스퍼레이션 (2006)
- 산타 클로스3: 산타의 탈출 (2006)
- 캐리비안의 해적 - 망자의 함 (2006)

### 텔레비전
- 잭과 코디, 우리집은 호텔 스위트 룸 (2005)
- 푸싱 데이지 (2007)